# 哈布 (密西西比州)
哈布（英語：Hub）是位於美國密西西比州馬里昂縣的非建制地區。

## 歷史
哈布的郵局於1899年設立，其後於1954年停運。當地於1900年時有人口25人。

## 地理
哈布所處的海拔為高於海平面44米（即144英呎），而該地所採用的時區為UTC-6，即北美中部時區（CST）。同時該地設有夏令時間，為UTC-6調快一小時，即UTC-5（CDT）。